# Земляки (фильм, 1974)
«Земляки» — советский художественный фильм, драма режиссёра Валентина Виноградова, снятая по мотивам повести Василия Шукшина «Брат мой…».

## Сюжет
Иван Громов получает телеграмму о том, что его отец при смерти. Он возвращается из города, где прожил много лет, в родную деревню. На похороны Иван не успевает и приезжает в опустевший родной дом. Ивана встречает младший брат Семён, который рассказывает ему о своей жизни и том, что давно и безнадёжно влюблён в соседку Валентину. Красавица гонит прочь всех ухажёров, но ей неожиданно приглянулся горожанин, между Валентиной и Иваном возникает любовная связь. В деревне это невозможно скрыть от окружающих — женщина становится виновницей ссоры братьев.

## В ролях
- Михаил Глузский — дед Миколы
- Борис Кудрявцев — отец Миколы
- Сергей Никоненко — Семён Громов
- Владимир Заманский — секретарь райкома
- Михаил Кокшенов — Микола
- Галина Ненашева — Валентина Ковалёва
- Леонид Неведомский — Иван Громов
- Елена Вольская — буфетчица
- Леонид Иудов — отец Вали
- Геннадий Юхтин — Девятов
- Анатолий Соловьёв
- Александра Денисова — бабка
- Любовь Калюжная
- Елена Кузьмина
- Юрий Крюков